# ویشنیه پنی
ویشنیه پنی (انگلیسی: Vyshniye Peny) یک شهرک در بخش راکیتیانسکی استان بلگورود کشور روسیه است.